# The Atlantic Bridge
The Atlantic Bridge Research and Education Scheme (Программа исследований и образования «Атлантический мост») была образовательной благотворительной организацией, основанной в 1997 году при участии Маргарет Тэтчер, ставшей ее президентом. Организация была создана в целях пропаганды «атлантизма», идеологии сотрудничества между Великобританией и Соединенными Штатами в политических, экономических и оборонных вопросах. Непосредственным основателем стал Лиам Фокс, бывший Министр обороны Великобритании. Британские министры Майкл Гоув, Джордж Осборн и Уильям Хейг, а также Крис Грейлинг, ранее входили в его консультативную группу, как и американские сенаторы Джон Кил, Линдси Грэм и Джо Либерман. В число основных сотрудников организации входили Кэтрин Брэй (исполнительный директор в США), Адам Верритти (исполнительный директор в Великобритании) и Кара Ватт (операционный директор).
«The Atlantic Bridge» была распущена в сентябре 2011 года после критического отчета британской Комиссии по благотворительности, выпущенного в предыдущем году.

## Мероприятия
В беседе с изданием Pittsburgh Tribune-Review Лиам Фокс заявил, что аналитический центр был призван «объединить людей, имеющих общие интересы, и признать, что … [они] все будут призваны защищать эти … интересы». Его работа в основном заключалась в объединении британских и американских консерваторов и «ястребов» внешней политики. Также он провел встречи с Джоном Эшкрофтом и Карлом Роувом, вручал награды Руди Джулиани и Генри Киссинджеру.
В 2003 году, когда Фокс был теневым министром здравоохранения, он также председательствовал на конференции по «научным исследованиям и медицинскому обеспечению». Среди спикеров там были Грейс-Мари Тернер из Института Галена, Тимоти Моррис из GlaxoSmithKline и Питер Фэрроу из Pfizer.

## Финансирование и партнерство
«The Atlantic Bridge» был партнерской программой Американского законодательного совета (ALEC), организации, выступающей за свободный рынок, с обширными связями с законодательными собраниями штатов, корпоративными и промышленными группами. В рамках нее проводились мероприятия с участием Центра политики безопасности, Heritage Foundation и представителей Lehman Brothers.
Среди покровителей «The Atlantic Bridge» — донор Консервативной партии Великобритании Майкл Хинтце, ключевой спонсор «The Atlantic Bridge», который обеспечил 58 % добровольных пожертвований этой благотворительной организации, Pfizer, и Майкл Льюис из Britain Israel Communications and Research Centre.

## Отчет Комиссии по благотворительности
«The Atlantic Bridge» получила статус благотворительной организации в 2003 году как «образовательная и исследовательская программа». В сентябре 2009 года британская Комиссия по благотворительности возбудила дело о соблюдении нормативных требований после получения жалобы на благотворительность. В отчете Комиссии по благотворительности за 2010 год было указано, что «не было очевидным, что [она] развивала образование» и «может статься, что представители общественности поставят под сомнение ее независимость от партийной политики». Было предписано провести 12-месячные рассмотрения, чтобы привести организацию в соответствие с ее благотворительными целями.
В итоге 30 сентября 2011 года «The Atlantic Bridge» была распущена ее попечителями.

## Критика
В октябре 2011 года «Гардиан» опубликовала подробности предполагаемых ненадлежащих отношений и взаимодействий между Адамом Верритти и Лиамом Фоксом, кульминацией чего стала отставка Лиама Фокса 14 октября и назначение официального расследования. Критике подвергся Верритти, который посещал официальные заседания вместе с Лиамом Фоксом (особенно в Пакистане), несмотря на то, что он не работал в каком-либо официальном качестве, санкционированном британским правительством, при этом Верритти управлял компанией Pargav Ltd. и был связан с влиятельными тори, сторонниками и лоббистами через «The Atlantic Bridge». Принимая во внимание отказ от благотворительного статуса «The Atlantic Bridge», был поднят вопрос о независимости Лиама Фокса и о разграничении между деятельностью правительства с одной стороны и аналитическими центрами, благотворительными организациями, частным бизнесом и корпоративными интересами с другой стороны.
Расследование против Верритти проводилось Гражданской службой Великобритании во главе с секретарем кабинета сэром Гасом О’Доннеллом. В опубликованном отчете также упоминается некая компания IRG Ltd.
Но отчет, в котором названы шесть компаний и частные лица, финансировавшие „подставной фонд“ Pargav Ltd, принадлежащий Верритти», вызвал больше вопросов без ответа. Среди доноров Pargav, включавших, в частности, горнодобывающего магната Мика Дэвиса, частную исследовательскую фирму G3 и миллиардера, магната в сфере недвижимости Хаима «Poju» Заблудовича, присутствует компания, которую называют просто «IRG Ltd.». Более 30 компаний и организаций используют те же инициалы, включая ориентированную на Ирак благотворительную организацию, агентство по подбору персонала, связанное с бывшим министром консерваторов Вирджинией Боттомли, а также пиццерию в Базилдоне.